# Макијагодена
Макијагодена (итал. Macchiagodena) је насеље у Италији у округу Изернија, региону Молизе.
Према процени из 2011. у насељу је живело 464 становника. Насеље се налази на надморској висини од 821 м.

## Становништво
| 1936. | 1951. | 1961. | 1971. | 1981. | 1991. | 2001. | 2011. |
| ----- | ----- | ----- | ----- | ----- | ----- | ----- | ----- |
| 3.956 | 4.115 | 3.329 | 2.425 | 2.274 | 2.143 | 1.959 | 1.844 |